# Jüdischer Friedhof (Adelebsen)
Der Jüdische Friedhof Adelebsen ist ein jüdischer Friedhof im Flecken Adelebsen im niedersächsischen Landkreis Göttingen. Er ist ein geschütztes Kulturdenkmal.

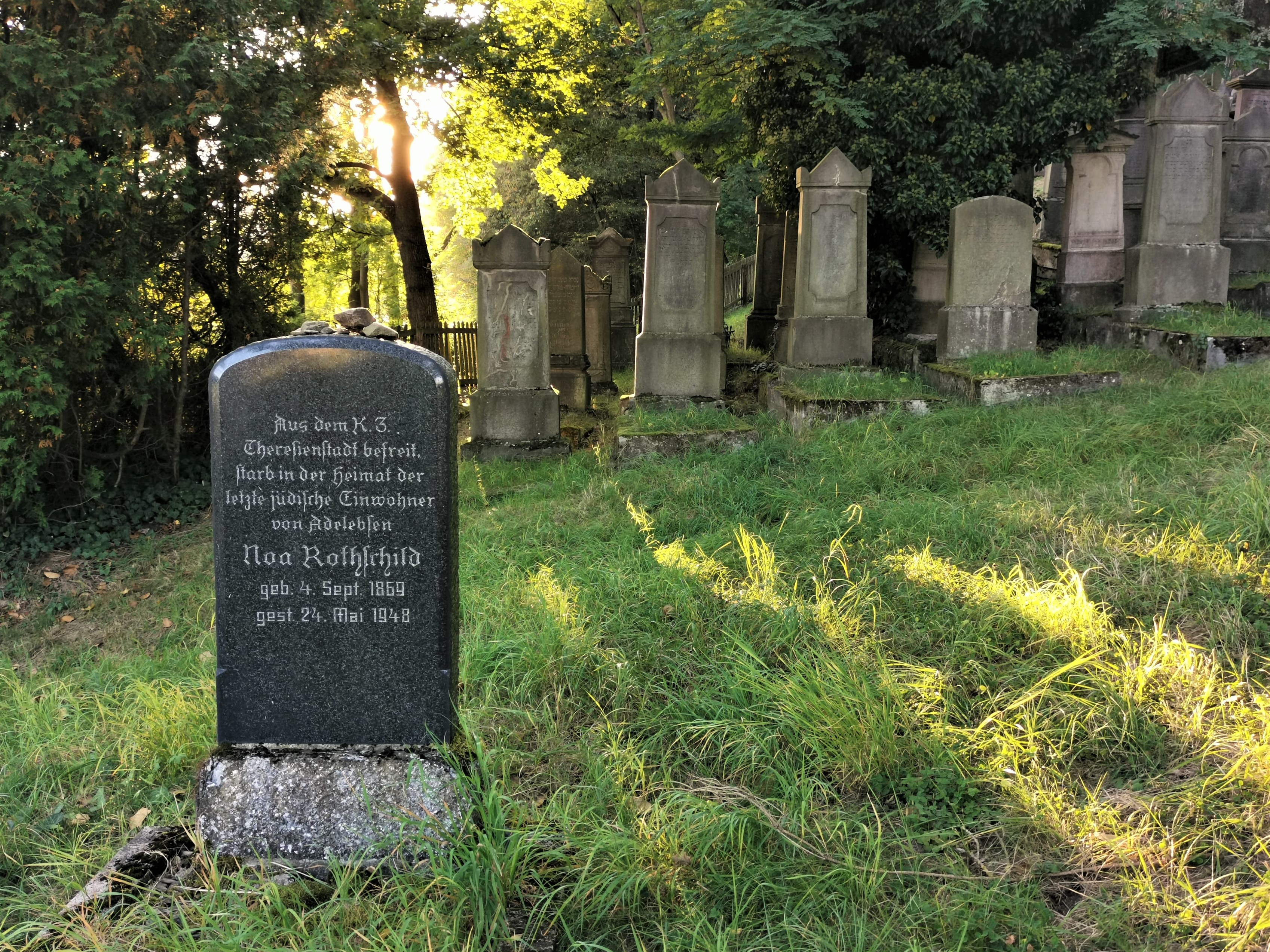
Alter Jüdischer Friedhof Adelebsen

## Beschreibung
Der 3.918 m² große Friedhof liegt etwa 500 Meter weit außerhalb des Ortes an der nach Westen führenden Offenser Landstraße in einem auf der rechten Seite steil ansteigenden Hang. Auf dem Friedhof befinden sich 229 Grabsteine.

## Geschichte
Der Friedhof wurde von 1733 bis 1948 belegt.
Ab 1675 wurden erstmals in Adelebsen jüdische Einwohner in den Kopfsteuerverzeichnissen erwähnt. Die jüdische Gemeinde wurde mit der Zeit größer. Mitte des 19. Jahrhunderts kam wegen des hohen Anteils jüdischer Bewohner im Volksmund die Bezeichnung „Klein Jerusalem“ für Adelebsen auf. 1848 waren zum Beispiel 192 der 1470 Bewohner des Ortes jüdischen Glaubens, was etwa 13 % entsprach. Bis zur Jahrhundertwende sank der Anteil der jüdischen Bevölkerung deutlich. Mit Erstarkung der Nationalsozialistischen Deutschen Arbeiterpartei (NSDAP) nahm der Anteil weiter ab. Im Jahr 1929 wurden Grabsteine umgestoßen. 1942 wurden die letzten zwölf Juden Adelebsens in das Warschauer Ghetto und in das KZ Theresienstadt deportiert. Von diesen kehrte nur Noa Rothschild 1945 als einziger Überlebender zurück. Er starb 1948 und wurde als letzter Angehöriger der jüdischen Gemeinde auf dem Friedhof begraben.
Friedhof und Grabsteine sind 1999 bis 2004 restauriert worden.